# Larry Willis
Larry Willis, rodným jménem Lawrence Elliott Willis (20. prosinec 1942 New York – 29. září 2019 Baltimore) byl americký jazzový, rockový a avantgardní pianista a skladatel. Spolupracoval s mnoha umělci, mezi které patří i skupina Blood, Sweat & Tears nebo trumpetista Lee Morgan.